# Капски павијан
Капски павијан (лат. Papio ursinus) је врста примата (Primates) из породице мајмуна Старог света (Cercopithecidae).

## Распрострањење
Врста је присутна у Анголи, Боцвани, Замбији, Зимбабвеу, Јужноафричкој Републици, Лесоту, Мозамбику, Намибији и Свазиленду.

## Станиште
Капски павијан има станиште на копну.

## Подврсте
Капски павијан има две подврсте:

## Угроженост
Ова врста није угрожена, и наведена је као последња брига јер има широко распрострањење.

### Популациони тренд
Популација ове врсте је стабилна, судећи по доступним подацима.